# Stara Wieś Górna (Boleszyn)
Stara Wieś Górna – część wsi Boleszyn w Polsce, położona w województwie świętokrzyskim, w powiecie ostrowieckim, w gminie Waśniów.
W latach 1975–1998 Stara Wieś Górna administracyjnie należała do województwa kieleckiego.